# Nagahata Yuki
Yuki Nagahata (永畑 祐樹 Nagahata Yūki, sinh ngày 2 tháng 5 năm 1989) là một cầu thủ bóng đá người Nhật Bản thi đấu cho Kagoshima United FC.

## Thống kê câu lạc bộ
Cập nhật đến ngày 23 tháng 2 năm 2018.
| Thành tích câu lạc bộ | Thành tích câu lạc bộ | Thành tích câu lạc bộ | Giải vô địch | Giải vô địch | Cúp                   | Cúp                   | Cúp Liên đoàn | Cúp Liên đoàn | Tổng cộng | Tổng cộng |
| Mùa giải              | Câu lạc bộ            | Giải vô địch          | Số trận      | Bàn thắng    | Số trận               | Bàn thắng             | Số trận       | Bàn thắng     | Số trận   | Bàn thắng |
| Nhật Bản              | Nhật Bản              | Nhật Bản              | Giải vô địch | Giải vô địch | Cúp Hoàng đế Nhật Bản | Cúp Hoàng đế Nhật Bản | J. League Cup | J. League Cup | Tổng cộng | Tổng cộng |
| --------------------- | --------------------- | --------------------- | ------------ | ------------ | --------------------- | --------------------- | ------------- | ------------- | --------- | --------- |
| 2008                  | Shimizu S-Pulse       | J1 League             | 0            | 0            | 0                     | 0                     | 0             | 0             | 0         | 0         |
| 2009                  | Shimizu S-Pulse       | J1 League             | 0            | 0            | 0                     | 0                     | 0             | 0             | 0         | 0         |
| 2010                  | Shimizu S-Pulse       | J1 League             | 0            | 0            | 0                     | 0                     | 0             | 0             | 0         | 0         |
| 2011                  | Giravanz Kitakyushu   | J2 League             | 2            | 0            | 1                     | 0                     | –             | –             | 3         | 0         |
| 2012                  | Giravanz Kitakyushu   | J2 League             | 1            | 0            | 0                     | 0                     | –             | –             | 1         | 0         |
| 2013                  | Volca Kagoshima       | JRL (Kyushu)          | 13           | 9            | –                     | –                     | –             | –             | 13        | 9         |
| 2014                  | Kagoshima United FC   | JFL                   | 0            | 0            | 0                     | 0                     | –             | –             | 0         | 0         |
| 2015                  | Kagoshima United FC   | JFL                   | 6            | 0            | 0                     | 0                     | –             | –             | 6         | 0         |
| 2016                  | Kagoshima United FC   | J3 League             | 27           | 1            | 1                     | 0                     | –             | –             | 28        | 1         |
| 2017                  | Kagoshima United FC   | J3 League             | 29           | 5            | 2                     | 0                     | –             | –             | 31        | 5         |
| Tổng                  | Tổng                  | Tổng                  | 78           | 15           | 4                     | 0                     | 0             | 0             | 82        | 15        |